# Gerhard Domagk
Gerhard Johannes Paul Domagk (30 octobre 1895 - 24 avril 1964) est un bactériologiste allemand, auteur de la découverte de la sulfamidochrysoïdine, brevetée en 1935 sous le nom de Prontosil, premier médicament antibactérien commercialement exploitable. Cette découverte lui vaut le prix Nobel de physiologie ou médecine de 1939,.

## La formation et les premières recherches
Domagk naît à Lagow, arrondissement de Sternberg-Est dans la province de Brandebourg. Jusqu’à quatorze ans, il fréquente l’école de Sommerfel (aujourd’hui Lubsko, en Pologne). Il s’inscrit en médecine à l’Université de Kiel. Mais, engagé volontaire pendant la Première Guerre mondiale, il est blessé en décembre 1914 et contraint de reprendre alors ses études. Après la guerre, il obtient son diplôme tout en travaillant sur les infections bactériennes. En 1925, il suit son professeur Walter Gross à l’université de Münster où il commence lui-même à enseigner. Il est alors engagé par les laboratoires de la firme Bayer à Wuppertal, et il épouse Gertrud Srübe (1897-1985), dont il aura deux fils et une fille.

## La découverte du Prontosil
Porté à la direction de l’Institut Bayer de pathologie et de bactériologie, il y poursuit, dans le prolongement des travaux de Paul Ehrlich, les recherches de Josef Klarer et Fritz Mietzsch visant à l’utilisation des colorants (qui sont alors les principales substances fabriquées par l’IG Farben) comme antibactériens. Il découvre que l’un d’entre eux, la sulfamidochrysoïdine, est actif contre les streptocoques. Il emploie aussitôt ce médicament, breveté sous le nom de Prontosil, pour traiter sa propre fille qu’il sauve de l’amputation d’un bras. La même année, Leonard Colebrook l'utilise avec succès contre la fièvre puerpérale.
En 1939, Domagk reçoit le prix Nobel de physiologie ou médecine « pour la découverte des effets antibactériens du Prontosil ».. Mais le régime nazi l’oblige à refuser le prix, et il est incarcéré pendant une semaine par la Gestapo,. En effet, après l’attribution en 1935 du prix Nobel à Carl von Ossietzky, opposant au régime, le gouvernement nazi, ulcéré, avait promulgué une loi interdisant à tout ressortissant allemand d’accepter ce prix.
Jacques Tréfouël, Thérèse Tréfouël, Federico Nitti et Daniel Bovet, dans le laboratoire d'Ernest Fourneau à l’Institut Pasteur, ayant isolé le p-aminophénylsulfamide, principe actif du Prontosil, les médicaments sulfamidés se révèlent une arme révolutionnaire, surpassant les phagothérapies. Mais ils seront remplacés plus tard par la pénicilline, à la fois plus efficace et mieux tolérée (les sulfamides peuvent en effet provoquer la formation de calculs rénaux ou une altération de la moelle osseuse).

## Les autres travaux
Les recherches ultérieures de Domagk sur les sulfamides aboutissent à la thiosemicarbazone et à l’isoniazide, médicaments qui contribuent à infléchir la courbe de l’épidémie de tuberculose répandue en Europe après la Seconde Guerre mondiale.
Après la guerre, en 1947, Domagk reçoit enfin les insignes de son prix Nobel, mais, le délai étant prescrit, sans la gratification financière qui les aurait accompagnés en 1939. Il est reçu membre de la Société royale de Londres en 1959, et la Société publie sa biographie en 1964. Il réoriente ses recherches vers la tuberculose et la chimiothérapie anticancéreuse. Il vit et travaille jusqu’à la fin à Wuppertal, et meurt à Burgberg, près de Königsfeld dans la Forêt-Noire.